# La Petite Taupe (série télévisée)
Pour l’article homonyme, voir La Petite Taupe (film).
La Petite Taupe (O krtkovi ou Krtek ou Krteček), également connue en France sous les titres Taupinette ou Taupek, est une série télévisée d'animation tchèque créée par le peintre et illustrateur Zdeněk Miler et diffusée entre 1957 et 2002, d'abord sur Česká televize dans l'émission Večerníček.

## Synopsis
L’histoire d’une petite taupe à la démarche maladroite à qui il arrive toutes sortes d’aventures : elle se débat souvent avec le monde des humains et vit divers événements avec ses amis les animaux. La taupe est accompagnée, au long des différents épisodes, par plusieurs amis récurrents : la souris Mishka, le lapin Zajic ou le hérisson Jezek.

## Épisodes
1. Comment la Petite Taupe se fit un pantalon (1957) 14 minutes
2. La Petite Taupe et la voiture (1963) 15 minutes
3. La Petite Taupe et la fusée (1965) 9 minutes
4. La Petite Taupe et la radio (1968) 9 minutes
5. La Petite Taupe et l’étoile verte (1968) 8 minutes
6. La Petite Taupe et le chewing-gum (1969) 9 minutes
7. La Petite Taupe au zoo (1969) 7 minutes
8. La Petite Taupe jardinier (1969) 8 minutes
9. La Petite Taupe et le hérisson (1970) 9 minutes
10. La Petite Taupe et la sucette (1970) 9 minutes
11. La Petite Taupe et la télévision (1970) 7 minutes
12. La Petite Taupe et le parapluie (1971) 8 minutes
13. La Petite Taupe artiste peintre (1972) 11 minutes
14. La Petite Taupe et la musique (1974) 6 minutes
15. La Petite Taupe et le téléphone (1974) 6 minutes
16. La Petite Taupe et la boite d’allumettes (1974) 6 minutes
17. La Petite Taupe et le bulldozer (1975) 7 minutes
18. La Petite Taupe et le tapis (1975) 6 minutes
19. La Petite Taupe et l’œuf (1975) 6 minutes
20. La Petite Taupe petit chimiste (1974) 6 minutes
21. La Petite Taupe photographe (1975) 7 minutes
22. La Petite Taupe et le donneur d’heures (1974) 6 minutes
23. La Petite Taupe au Carnaval (1975) 6 minutes
24. La Petite Taupe dans le désert (1975) 7 minutes
25. Le Noël de la Petite Taupe (1975) 6 minutes
26. La Petite Taupe et le charbon (1995) 4 minutes
27. La Petite Taupe et ses amis (1995) 5 minutes
28. La Petite Taupe et le week-end (1995) 5 minutes
29. La Petite Taupe et le robot (1995) 5 minutes
30. La Petite Taupe et une fête (1995) 5 minutes
31. La Petite Taupe et les canetons (1995) 5 minutes
32. La Petite Taupe et le métro (1997) 5 minutes
33. La Petite Taupe et les champignons (1997) 4 minutes
34. La Petite Taupe et la souris (1997) 5 minutes
35. La Petite Taupe et le lapin (1997) 5 minutes
36. La Petite Taupe et la mère (1997) 5 minutes
37. La Petite Taupe et le déluge (1997) 5 minutes
38. La Petite Taupe et le bonhomme de neige (1997) 5 minutes
39. La Petite Taupe et la flûte (1999) 5 minutes
40. La Petite Taupe et le printemps (1999) 6 minutes
41. La Petite Taupe et le cafard (1999) 5 minutes
42. La Petite Taupe et l'hirondelle (2000) 4 minutes
43. La Petite Taupe et le poisson (2000) 5 minutes
44. La Petite Taupe et la grenouille (2002) 5 minutes

## Films
| Titre                                   | Titre tchèque        | Date | Durée en min. |
| --------------------------------------- | -------------------- | ---- | ------------- |
| La Petite Taupe en ville                | Krtek ve městě       | 1982 | 28:31         |
| La Petite Taupe dans les rêves          | Krtek ve snu         | 1984 | 28:09         |
| La Petite Taupe et la plante médicinale | Krtek a medicína     | 1987 | 28:08         |
| La Petite Taupe star de cinéma          | Krtek filmová hvězda | 1988 | 27:47         |
| La Petite Taupe et l’aigle              | Krtek a orel         | 1992 | 28:05         |
| La Petite Taupe et le réveil matin      | Krtek a hodiny       | 1994 | 28:04         |

## Courts métrages
| Titre                            | Titre tchèque     | Date | Durée en min. |
| -------------------------------- | ----------------- | ---- | ------------- |
| La Petite Taupe en vacances      | Krtek a dovolená  | 1998 | 01:15         |
| La Petite Taupe et le chalet     | Krtek a domek     | 1998 | 00:48         |
| La Petite Taupe et les cerises   | Krtek a třešně    | 1998 | 00:39         |
| La Petite Taupe et l'escargot    | Krtek a šnek      | 1998 | 01:03         |
| La Petite Taupe et les bijoux    | Krtek a šperky    | 1998 | 00:56         |
| La Petite Taupe et la télé       | Krtek a televize  | 1998 | 00:39         |
| La Petite Taupe et la grenouille | Krtek a žabka     | 1998 | 01:15         |
| La Petite Taupe a un peintre     | Krtek malířem     | 1998 | 00:48         |
| La Petite Taupe et le ballon     | Krtek a balónek   | 1998 | 00:49         |
| La Petite Taupe et la boîte      | Krtek a krabice   | 1998 | 00:38         |
| La Petite Taupe et le chapeau    | 'Krtek a klobouk  | 1998 | 00:45         |
| La Petite Taupe et le magicien   | Krtek a kouzelník | 1998 | 00:36         |
| La Petite Taupe et le canard     | Krtek a kačenka   | 1998 | 00:38         |

## Commentaires
La Petite Taupe est née d’une commande au dessinateur tchèque Zdeněk Miler d’un film d’animation sur la transformation du lin. Influencé par les dessins animés de Disney, Miler décida de mettre en scène une taupe après être tombé sur une taupinière au cours d’une promenade.
Le premier épisode, intitulé « Jak krtek ke kalhotkám přišel » (« Comment la Petite Taupe se fit un pantalon ») est sorti en 1957. Les épisodes suivants ont été produits entre 1963 et 2002 par la société tchèque Krátký Film Praha. Très populaire en Tchécoslovaquie et en Europe de l'Est, la série a principalement été exportée en Autriche, en Allemagne, en Chine, au Japon et en Inde.
Au début, la taupe parlait, et c'était l'une des filles de Miler qui prêtait sa voix. Ses filles furent également sollicitées pour visionner les films en avant-première et évaluer si le message était compréhensible ou non par des enfants. L'auteur voulant que la taupe soit comprise partout dans le monde, Miler décida que la taupe ne parlerait pas mais exprimerait ses sentiments avec des expressions faciales et de courtes exclamations.
« Cela m'a pris beaucoup de temps pour réaliser que lorsque je dessinais la Petite Taupe, je me dessinais moi-même. Zdeněk Miler  »
Après la mort de Miler, sa petite-fille a signé en 2014 un contrat avec la télévision chinoise CCTV pour créer de nouvelles histoires avec la taupe. Selon Vadim Petrov, qui a composé la musique des épisodes originaux, Miler ne voulait pas que son travail se poursuive. Les nouveaux épisodes ont été créées par ordinateur en animation 3D, et la taupe parle à présent. La série a d'abord été diffusée en Chine. Lorsqu'elle fut diffusée en République tchèque (fin mars 2016), les Tchèques ont jugé que la taupe « se comporte d'une manière qui peut effrayer les admirateurs du personnage original de Miler. »

## Produits dérivés
Le personnage a été décliné sur différents supports : livres, jouets, vêtements, sac à dos ou encore tasses.

## Distinctions
- Mostra de Venise 1957[Quoi ?]

## Sources
- Milan Halousek : Into Space with Mole, Czech Space Office, 3 avril 2011 (consulté le 19 juin 2012)

- Flying to Space with the Little Mole (consulté le 19 juin 2012)

- Leos Rousek : Space Shuttle Stowaway Is a Commie Mole ;The Wall Street Journal, 22 mars 2011 (consulté le 19 juin 2012)

- Lenka Ponikelska : Apple Helps Czech Mole Enter $21 Billion U.S. Toy Market, Bloomberg, 16 may 2012 (consulté le 18 mai 2012)

- Little Mole goes from stars to cars with Alfa Romeo Racing, Sauber Group (consulté le 28 mai 2019)